# 清亮寺
清亮寺（せいりょうじ）は、東京都足立区にある日蓮宗の寺院。

## 概要
1619年（元和5年）、運寮院日表によって開山された。
かつては、徳川光圀の大名行列がここを通行した際に、槍を掛けた「槍掛けの松」と呼ばれる老松があったが、枯死してしまい現在は撤去されている。

## 墓所
- 解剖人塚

1870年（明治3年）に小塚原刑場で処刑された死刑囚11人の解剖が当寺で行われた。その時の死刑囚の墓である。なお死刑囚の戒名にはいずれも「刃」の字が付けられている。
- 内田銀蔵（歴史家）

## 交通アクセス
- 北千住駅より徒歩10分。